# 三甲基(3-氟丙基)硅烷
三甲基(3-氟丙基)硅烷是一种有机化合物，化学式为C6H15FSi。它可由3-氟丙基三氯硅烷和甲基氯化镁反应制得。它可以进一步和甲基氯化镁发生卤素交换反应，生成三甲基(3-氯丙基)硅烷。乙基溴化镁和乙基碘化镁在醚溶剂中与之回流，卤素交换反应更完全。